# Blagoje Vidinić
Blagoje Vidinić (macedoni: Благоја Видиниќ; 11 de juny de 1934 - 29 de desembre de 2006) fou un futbolista macedoni de la dècada de 1950.
Fou 8 cops internacional amb la selecció iugoslava amb la qual guanyà una medalla d'or i una d'argent als Jocs Olímpics.
Pel que fa a clubs, defensà els colors de FK Vardar, Radnički Beograd i OFK Beograd a Iugoslàvia i FC Sion. El 1967 marxà als Estats Units, on jugà als clubs Los Angeles Toros, San Diego Toros i St. Louis Stars.
Un cop retirat fou entrenador, destacant amb la selecció de Zaire, a la qual classificà pel Mundial de 1974.